# Prichard
Prichard è un comune degli Stati Uniti d'America situato nella contea di Mobile dello Stato dell'Alabama.
È posta alla periferia settentrionale della città di Mobile, ed è popolata in stragrande maggioranza (85%) da abitanti di etnia afroamericana.